# Brocheta de suri
La brocheta de suri,  anticucho de suri o pincho de mojojoy es un plato típico de las comunidades amazónicas en el Ecuador y Colombia. Su preparación consta principalmente de la larva del Rhynchophorus palmarum, un gorgojo endémico de la cuenca del Amazonas del cual sus crías son denominadas por los pobladores como suri, chiza o mojojoy.

## Descripción
El suri es como los pobladores de la amazonia peruana denominan a la larva del gorgojo Rhynchophorus palmarum, dichas larvas crecen en troncos huecos de aguaje y de pichayo, y su grasa es considerada un remedio natural. El suri en si puede ser comido vivo y crudo también. Su textura una vez asado o frito es mantecosa.
En Colombia, es un plato típico de las comunidades amazónicas de los departamentos de Amazonas, Caquetá y Putumayo, en donde se le conoce a las larvas como mojojoy.

## Preparación

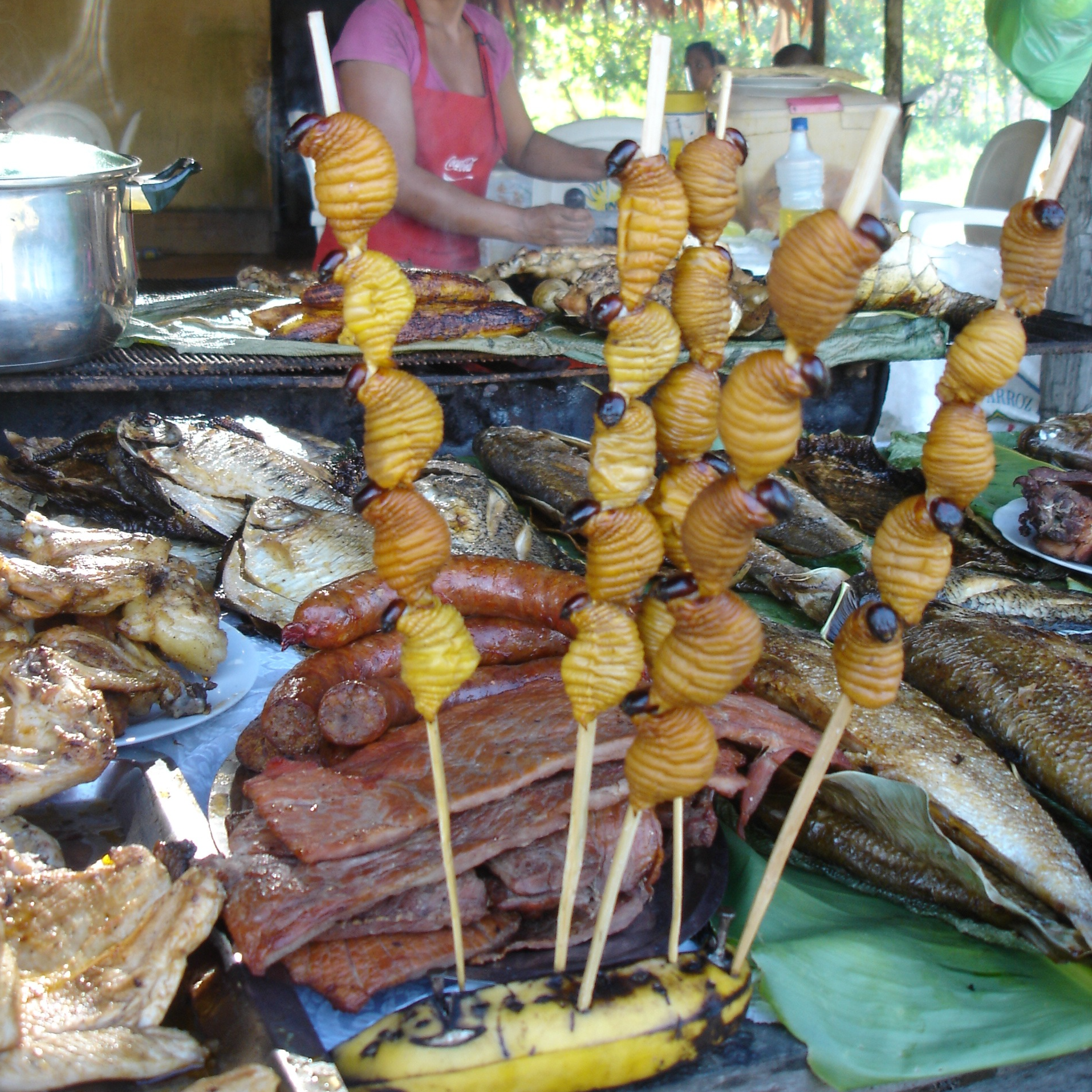
Brocheta de suri en un puesto ambulante de Iquitos.

Originalmente la brocheta se prepara con la larva aún viva, siendo freídas o incrustadas de abajo para arriba de su cuerpo en los palillos, la cantidad dependerá del gusto del cocinero. Una forma más reciente de preparación es sazonar a las larvas con ajos, sal y agua. Se suele acompañar a las brochetas con rajadas de plátano verde frito y ensalada de cocona.

## Impacto
La brocheta de suri es considerada una comida exótica a base de insecto, en el Perú su consumo se desarrolla principalmente en las ciudades de  Iquitos y Pucallpa; y es un símbolo característico de esas urbes amazónicas.   En Colombia es típico de la gastronomía amazónica de los departamentos de Amazonas, Caquetá y Putumayo, donde el consumo de mojojoy está muy arraigado.
Telemundo de Estados Unidos incluyó a la brocheta de suri en su lista de 5 platillos más exóticos de Latinoamérica en septiembre de 2019. Las brochetas de suri también es un plato característico del Mercado de Belén, e incluso fue clasificado como «comida hardcore» durante la segunda temporada del programa argentino Me voy a comer el mundo del canal El Gourmet.